# Ана Чакветадзе
Ана Џамаловна Чакветадзе (рус. Анна Джамаловна Чакветадзе) је бивша руска професионална тенисерка рођена 5. марта 1987. у Москви.
Тенис је научила да игра у осмој години уз оца Џамбулија, који је био први учитељ. Студент је Московског универзитета.
Са 14 година је почела да игра на ИТФ турнирима. Дебитовала је у на турниру у Минску 2001. На ИТФ турнирима освојила је по једну титулу појединачно и у игри парова.
Професионално је почела да игра 2003, а најбољи пласман на ВТА листи јој је 5 место (10. септембра 2007. у појединачној конкуренцији.
Као члан репрезентације Русије играла је у сезони 2006/07. у Фед купу.

### Пласман на ВТА листи на крају сезоне
| Година  | 2002 | 2003 | 2004 | 2005 | 2006 | 2007 |
| Пласман | 756  | 374  | 84   | 33   | 13   | 6    |

## Резултати Ане Чакветадзе

### Победе у финалу појединачно (6)
| Бр. | Датум    | Турнир                                      | Катего- рија | $         | Подлога       | Противница                      | Резултат            |
| --- | -------- | ------------------------------------------- | ------------ | --------- | ------------- | ------------------------------- | ------------------- |
| 1   | 25/09/06 | Отворено првенство Гуангџоуа, Гуангџоу      | III          | 175.000   | Тврда (от..)  | Анабел Медина Гаригес · Шпанија | 6-1, 6-4            |
| 2   | 09/10/06 | Куп Кремља, Москва                          | I            | 1.340.000 | Тепих (зат..) | Нађа Петрова · Русија           | 6-4, 6-4            |
| 3   | 08/01/07 | Мурила Хобарт интернационални, Хобарт       | IV           | 170.000   | Тврда (от.)   | Василиса Бардина · Русија       | 6-3, 7-6            |
| 4   | 18/06/07 | Отворено првенство Хертохенбос, Хертохенбос | III          | 175.000   | Трава (от.)   | Јелена Јанковић · Србија        | 7-6 (7-2), 3-6, 6-3 |
| 5   | 16/07/07 | Синсинати, Синсинати                        | III          | 175.000   | Тврда (от.)   | Акико Моригами · Јапан          | 6-1, 6-3            |
| 6   | 23/07/07 | Банка Запада Класик, Станфорд               | II           | 600.000   | Тврда (от)    | Сања Мирза · Индија             | 6-3, 6-2            |

### Порази у финалу појединачно (0)
Ниједан

### Победе у финалу у пару (0)
Ниједна

### Порази у финалу у пару (3)
| Бр. | Датум    | Турнир                             | Катего- рија | Наградни фонд $ | Подлога      | Противници                                                   | Партнерка                       | Резултат       |
| --- | -------- | ---------------------------------- | ------------ | --------------- | ------------ | ------------------------------------------------------------ | ------------------------------- | -------------- |
| 1   | 18/09/06 | Кина опен, Пекинг                  | II           | 600.000         | Тврда (от..) | Вирхинија Руано Паскуал · Шпанија · Паола Суарез · Аргентина | Јелена Веснина · Русија         | 6-2, 6-4       |
| 2   | 23/07/07 | Bank of the West Classic, Станфорд | II           | 600000          | Тврда (от.)  | Сања Мирза · Индија · Шахар Пер · Израел                     | Викторија Азаренка · Белорусија | 6-4, 7-6 (7-5) |
| 3   | 30/07/07 | Акјура класик, Сан Дијего          | I            | 1340000         | Тврда (от.)  | Кара Блек · Зимбабве · Лизел Хубер · Сједињене Државе        | Викторија Азаренка · Белорусија | 7-5, 6-4       |

## Учешће наГренд слемтурнирима

### Појединачно
| Година | Аустралијан Опен | Аустралијан Опен           | Ролан Гарос | Ролан Гарос              | Вимблдон | Вимблдон                    | Ју-Ес Опен | Ју-Ес Опен                  |
| 2004   | -                | -                          | -           | -                        | -        | -                           | 3 коло     | Елени Данилиду · Грчка      |
| 2005   | 2 коло           | Јелена Дементјева · Русија | 3 коло      | Марија Шарапова · Русија | 1 коло   | Јелена Јанковић · Србија    | 3 коло     | Јелена Дементјева · Русија  |
| 2006   | 2 коло           | Никол Вајдишова · Чешка    | 2 коло      | Ли На · Кина             | 3 коло   | Жистин Енен · Белгија       | 4 коло     | Татјна Головин · Француска  |
| 2007   | 1/4 финале       | Марија Шарапова · Русија   | 1/4 финале  | Марија Шарапова · Русија | 3 коло   | Михаела Крајчек · Холандија | 1/2 финале | Светлана Кузњецова · Русија |
| 2008   | 3 коло           | Марија Кириленко · Русија  | -           | -                        | -        | -                           | -          | -                           |

### У пару
| Година | Аустралијан Опен     | Аустралијан Опен           | Ролан Гарос           | Ролан Гарос                  | Вимблдон           | Вимблдон                        | Ју-Ес Опен             | Ју-Ес Опен                   |
| 2005   | -                    | -                          | 2 коло Сања Мирза     | Јен Ци Ђе Џенг Jie           | 1 коло Сања Мирза  | Алина Јидкова Т. Перебијанис    | 1 коло Татјана Головин | Ј. Дементјева Флавиа Пенета  |
| 2006   | 1 коло Ј. Веснина    | Емил Лоа Никол Прат        | 1/4 финале Ј. Веснина | Јен Ци Џенг Ђе               | 1 коло Ј. Веснина  | А. Родионова Андреа Ванк        | 3 коло Ј. Веснина      | В. Р. Псаквал Паола Суарез   |
| 2007   | 1 коло М. Сантанђело | Динара Сафина К. Сберотник | 1 коло В. Азаренка    | Klaudia Jans Alicja Rosolska | 2 коло В. Азаренка | Марија Кириленко Јелена Веснина | 1 коло В. Азаренка     | Вера Душевина Т. Перебијанис |
| 2008   | 1 коло Ли На         | Пенг Шуај Тјентјен Сун     | -                     | -                            | -                  | -                               | -                      | -                            |

### Финални сусрет
| Број | Датум    | Место                      | Терен.       | Састав екипе                                                  | Финалиста                                                       | Резултат |
| ---- | -------- | -------------------------- | ------------ | ------------------------------------------------------------- | --------------------------------------------------------------- | -------- |
| 1.   | 15/09/07 | Москва, Олимпијски стадион | тврда (зат.) | Светлана Кузњецова Ана Чакветадзе Нађа Петрова Јелена Веснина | Франческа Скјавоне Мара Сантанђело Роберта Винчи Флавија Пенета | 3 - 1    |

### Остали детаљи
Види детаље: (језик: енглески) fedcup.com